# Love and Duty
Love and Duty (戀愛與義務T, 恋爱与义务S, Liàn'ài yǔ yìwùP) è un film muto cinese del 1931, diretto da Bu Wancang e interpretato da Ruan Lingyu e Jin Yan.

## Trama
Il film racconta la storia di Yang Naifan (Ruan Lingyu) che scappa dal suo matrimonio combinato per stare con il suo vero amore, Li Zuyi (Jin Yan). Il film racconta in dettaglio la povertà che la protagonista deve sopportare per aver rotto con la tradizione del matrimonio.

## Produzione
Basato su un romanzo di una donna Polacca, S. Rosen-hoa ("Ho Ro-se"), che aveva sposato un ingegnere cinese; Love and Duty è diventato uno dei primi film prodotti dalla casa cinematografica di movimento progressista Lianhua Film Company.
Il film divenne popolare fin dal primo giorno, anche a causa della protagonista Ruan Lingyu, all'epoca adorata dall'industria del film di Shanghai, e Jin Yan, un attore di origine coreana in vista nella scena cinematografica cinese dell'epoca.

## Ritrovamento
Per molti anni il film si credeva perduto, fino a quando una stampa completa fu scoperta in Uruguay nel 1990. La copia in nitrato ritrovata fu spedita a Taiwan nel 1993 e ora è ospitata al Taipei Film Archive. Fin dalla sua riscoperta, il film è stato inoltre mostrato ai Festival di tutto il mondo e nelle sale cinematografiche cinesi. Nel 2014, Love and Duty è stato restaurato in 2K grazie al laboratorio L'immagine ritrovata della Cineteca di Bologna.

## Influenze culturali
Love and Duty è stato rifatto due volte, nel 1938 e 1955. Il primo remake venne fatto in tempo di guerra a Shanghai dallo studio Xinhua Film Company, diretto ancora da Bu Wancang, con Jin Yan nello stesso ruolo del film originale e Yuan Meiyun nel ruolo originariamente creato per Ruan Lingyu. Il secondo rifacimento venne fatto dallo Studio Shaw di Hong Kong. Entrambi i remake sono in sonoro in lingua cinese.